# ديبي غروس
ديبي غروس (بالإنجليزية: Debbie Gross)‏ هي مؤسِّسَة ومديرة مركز أزمات النساء المتدينات «تأهيل». أسست المنظمة عام 1993؛ لمساعدة النساء في أوقات الأزمات، وهي الآن مركز وطني في إسرائيل لمساعدة النساء والأطفال على التعامل مع الصدمات.

## نبذة
هي طبيبة نفسية وعاملة اجتماعية من خلال التجارة وفائزة سابقة بعدد من الجوائز. وهي تشمل جائزة رئيس بلدية القدس التطوعية من رئيس الوزراء إيهود أولمرت في عام 2001، وجائزة مؤسسة القدس تيدي كوليك لقيادة المجتمع والتميز في عام 2003، وجائزة الكنيست عن «النساء اللواتي يغيرن العالم» في عام 2016، و«جائزة التقدير للمحاربة في معركة العنف ضد المرأة» من قبل وزيرة المساواة الاجتماعية في إسرائيل عام 2017.
في ديسمبر من عام 2017، أعلنت «تأهيل» عن مجموعة من «عشرة إرشادات» وهي إرشادات أخلاقية للقادة الدينيين للدعوة إلى السلوك السليم مع رعاياهم. الخطوط الإرشادية مشتركة بين الأديان ووقع عليها زعماء دينيون من العديد من الأديان.